# Les Colosses de Thèbes, Memnon et Sésostris
Les Colosses de Thèbes, Memnon et Sésostris est un tableau réalisé en 1856 par le peintre français Jean-Léon Gérôme. Cette huile sur toile de format vertical représente les colosses de Memnon, à Thèbes, alors que les camélidés d'une caravane se reposent à l'ombre de ces sculptures monumentales de l'Égypte antique. Peut-être inspirée par une photographie d'Auguste Bartholdi, l'œuvre est inachevée, possiblement une étude pour des peintures où les géants de pierre apparaîtraient sous un autre angle, plus loin dans le paysage désertique. Elle fait partie de la collection du musée Jean-Léon Gérôme de Vesoul, les toiles sur le même thème se trouvant à Nantes et Lausanne, respectivement au musée d'Arts et au musée cantonal des beaux-arts.

## Galerie

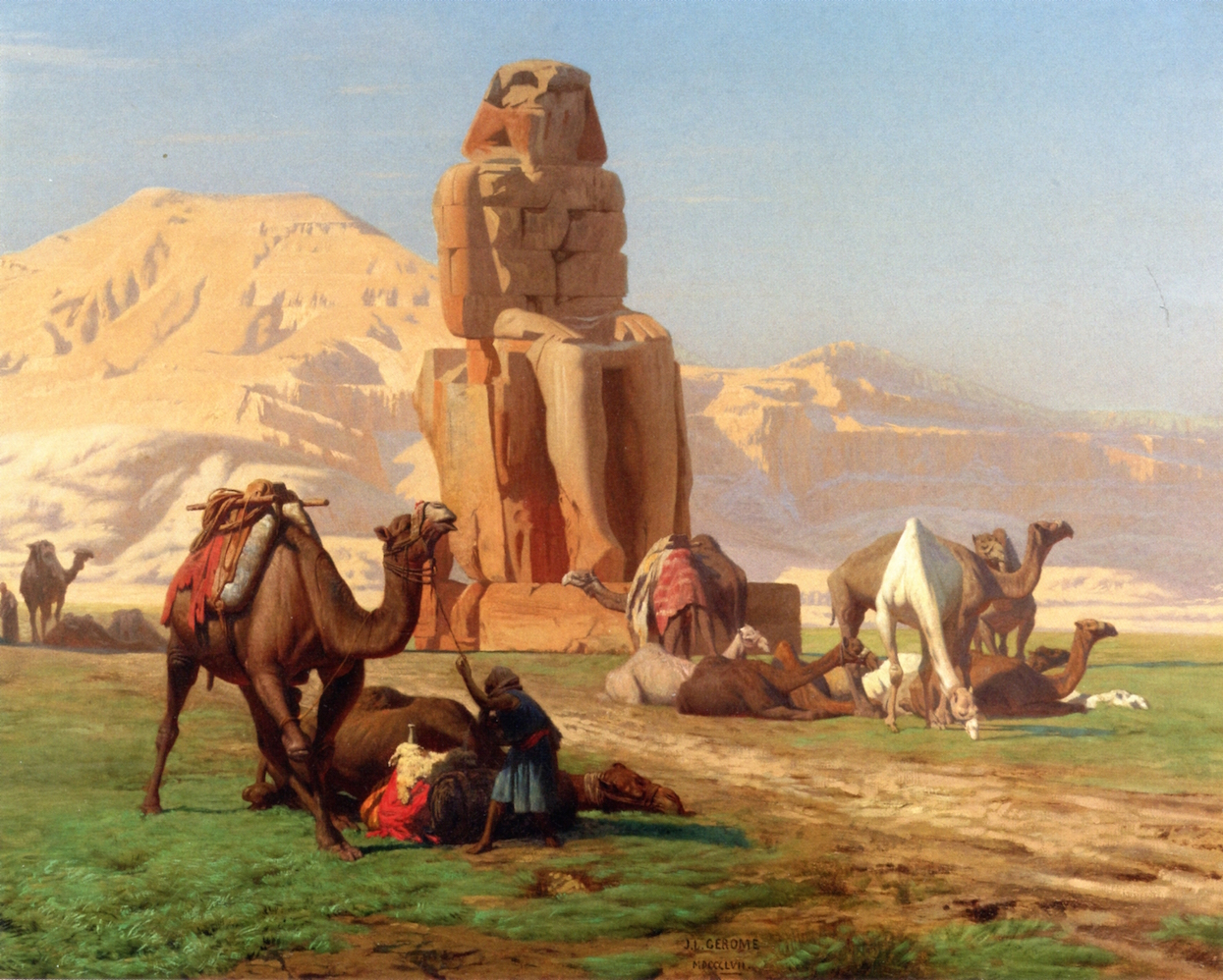
Les colosses de Memnon
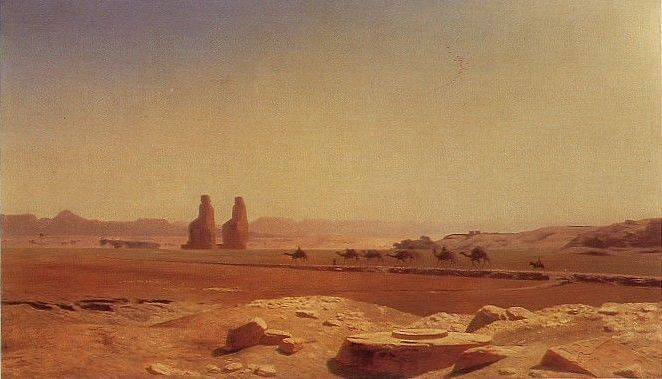
La Plaine de Thèbes en Haute-Égypte.
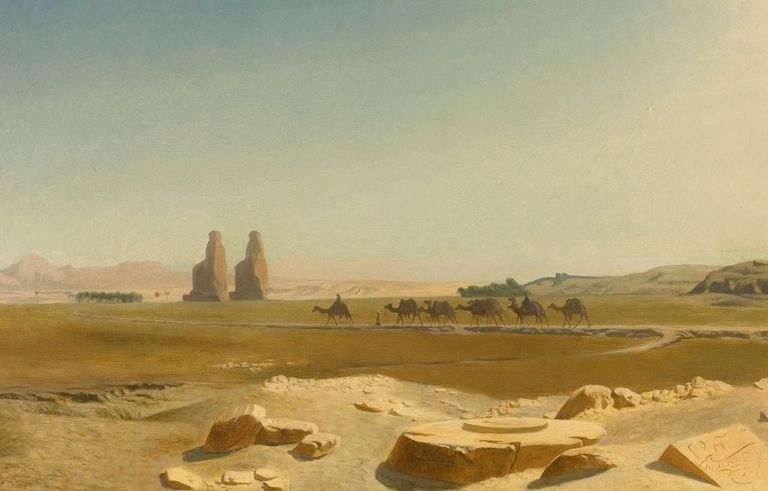
Étude pour La Plaine de Thèbes en Haute-Égypte.
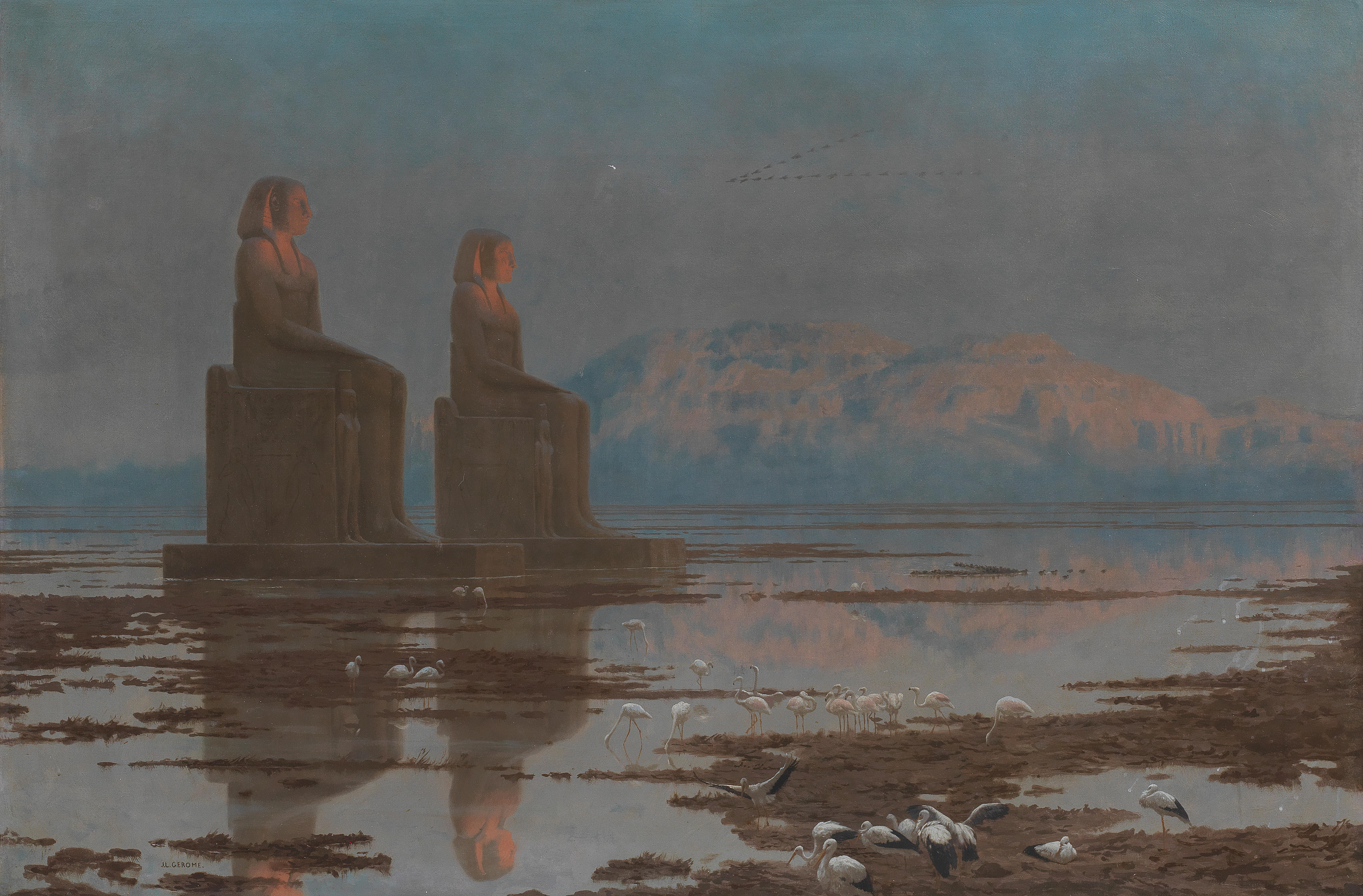
La Plaine de Thèbes durant l'inondation du Nil.